# 教育ウィークリーリポート
『教育ウィークリーリポート』（きょういくウィークリーリポート）は、2008年3月24日までびわ湖放送で放送されていた滋賀県教育委員会の広報番組。
この番組は主に、教育委員会の施策と事業、保健体育関係の事業を紹介していた。また、滋賀県内にある小学校・中学校・高等学校を紹介するコーナーも設けていた。他に、生涯学習関連の話題も取り上げていた。
2003年3月までは毎週月曜 21:00 - 21:30に放送されていたが、同年春の改編で21:00 - 21:20に縮小。その後、さらに5分縮小して21:00 - 21:15になった。本番組は、放送がある日には必ず21時から放送されていた。したがって、月曜20時台のテレビ東京製作番組が2時間の放送になった場合には放送休止にされていた。
2008年3月31日以降は放送されておらず、同年3月24日放送分が事実上の最終回となった。

## 出演者

### 歴代キャスター
- 小林大作
- 伊藤聡
- 向ますみ

### 歴代リポーター
- 建川文女
- 矢野ひろし（現・やのぱん）
- 奥田理絵
- 李スヨン
- 前田勝久
- 小幡美穂 - 小林大作司会期にはリポーターを、伊藤聡司会期には伊藤のアシスタントを務めていた。
- 広瀬奈美
- 金城寿野
- 奥村麻衣子
- 鈴木富有子
- 林寛子